# Ян Антоні Грабовський
Ян Антоні Грабовський (пол. Jan Antoni Grabowski, нар. 16 березня 1882, Рава-Мазовецька — 19 липня 1950, Варшава) — польський інженер-хімік, педагог, письменник.

## Біографія
Народився у Раві-Мазовецький. У 1902 р.закінчив Варшавський університет, після чого працював у школі вчителем математики.(1902—1906 р.р.). Протягом двох років перебував у Мюнхені, де вивчав історію мистецтв. Після повернення до Польщі працював викладачем середньої школи у Варшаві, займав різні посади у Міністерстві освіти. У 1936 р. вийшов у відставку.
У 1945—1948 р.р. був головою Департаменту мистецтв та культури регіонального бюро.
Помер 1950 р. у Варшаві.

## Творчість
Ян Ґрабовський написав низку оповідань, присвячених тваринам, їх відносинам з людьми та собі подібними. Твори письменника відрізняються любов'ю до братів наших менших, гумором, просякнуті духом гуманізму. Розуміння тварин та їхньої поведінки наближують творчість Ґрабовського до доробку таких письменників як Е. Сетон-Томпсон, Д. Лондон, В. Біанки, Г.Троєпольський та ін.

## Твори
- Мітка
- Юла
- Берек
- Душек
- Муся
- Муха з капризами
- Університет на ясені
- Чорний півень
- Пан Кубяк
- Європа
- Піпуш
- Солдатський кіт
- Тузік, Рудий та гості

## Видання українською
- Грабовський Я. Про звірят: Оповідання. — К.: Веселка, 1982.- 55 с.: іл. Капустіна Т.
- Грабовський Я. Рексьо і Пуцек: Оповідання. — К.: Веселка, 1976.- 56 с.: іл. Капустіна Т.[2]